# Atletica leggera ai Giochi della XXV Olimpiade - 100 metri piani femminili

Video della Finale

I 100 metri piani hanno fatto parte del programma femminile di atletica leggera ai Giochi della XXV Olimpiade. La competizione si è svolta nei giorni 31 luglio-1º agosto 1992 allo Stadio del Montjuic di Barcellona.

## Presenze ed assenze delle campionesse in carica
| Competizione         | Atleta            | Prestazione | Barcellona 1992 |
| -------------------- | ----------------- | ----------- | --------------- |
| Olimpiadi 1988       | Florence Griffith | 10”54 v     | Rit. 1988       |
| Commonwealth 1990    | Merlene Ottey     | 11”02 v     | Presente        |
| Goodwill Games 1990  | Carlette Guidry   | 11”03       | 4ª ai Trials    |
| Europei 1990         | Katrin Krabbe     | 10”89       | Squalif.        |
| Panamericani 1991    | Liliana Allen     | 11”39       | Presente        |
| Africani 1991        | Mary Onyali       | 11”12       | Presente        |
| Mondiali 1991        | Katrin Krabbe     | 10”99       | Squalif.        |
|                      |                   |             |                 |
| Mondiali junior 1988 | Diana Dietz       | 11”18       | Assente         |

1. ↑  Alla Griffith appartiene anche record olimpico con 10"62 (Quarti di finale).

## La gara
La prima a scendere sotto gli 11 secondi è Irina Privalova nei Quarti con 10"98. Viene eguagliata in semifinale da Juliet Cuthbert (Evelyn Ashford è quinta e non accede alla finale); l'altra serie viene vinta dalla favorita, Gwen Torrence, in 11"02 davanti a Merlene Ottey.

In finale, la più veloce ad uscire dai blocchi è Gail Devers (0"141), seguita dalle giamaicane Cuthbert (0"163) e Ottey (0"164). Avanzano verso il traguardo correndo tutte sulla stessa linea. All'arrivo le prime cinque sono separate da soli 6 centesimi. Gail Devers, più accreditata come ostacolista, è oro con un centesimo di vantaggio sulla giamaicana Cuthbert. Le favorite per le medaglie finiscono tra la terza e la quinta posizione (rispettivamente, Privalova, Torrence e Ottey).

È stata la gara più veloce della storia, con ben 5 atlete sotto i 10"90. Tra di esse, Devers, Cuthbert e Torrence stabiliscono il proprio primato personale.

## Risultati

### Turni eliminatori
| 7 Batterie         | 31 luglio | 55 partenti   | Si qualificano le prime 4 + i 4 migliori tempi. |
| 4 Quarti di finale | 31 luglio | 8 + 8 + 8 + 8 | Si qualificano le prime 4.                      |
| 2 Semifinali       | 1º agosto | 8 + 8         | Si qualificano le prime 4.                      |
| Finale             | 1º agosto | 8 concorrenti |                                                 |

### Finale
| Pos | Paese             | Atleta          | Tempo |
| --- | ----------------- | --------------- | ----- |
|     | Stati Uniti       | Gail Devers     | 10"82 |
|     | Giamaica          | Juliet Cuthbert | 10"83 |
|     | Squadra Unificata | Irina Privalova | 10"84 |
| 4   | Stati Uniti       | Gwen Torrence   | 10"86 |
| 5   | Giamaica          | Merlene Ottey   | 10"88 |